# 26170 Kazuhiko
26170 Kazuhiko (1996 BH2) là một tiểu hành tinh vành đai chính được phát hiện ngày 24 tháng 1 năm 1996 bởi T. Niijima ở Ojima.